# Mijáilov (Adiguesia)
Mijáilov (del ruso: Михайлов) es un jútor del raión de Shovgenovski en la república de Adiguesia de Rusia. Está situado en la orilla izquierda del río Ulka, 7 km al sureste de Jakurinojabl y 41 km al norte de Maikop, la capital de la república. Tenía 92 habitantes en 2010
Pertenece al municipio Zarióvskoye.